# Foy Vance
Foy Vance (Bangor, 18 novembre 1974) è un cantautore e chitarrista britannico.

## Biografia

### Primi anni
Vance è nato nel 1974 nei dintorni di Belfast (Irlanda del Nord), trascorrendo tuttavia i primi cinque anni di vita nell'Oklahoma insieme alla famiglia su decisione del padre; Durante la permanenza statunitense, Vance si approcciò subito alla musica, sviluppando interesse per il blues, il soul e il gospel ed imparando i rudimenti della chitarra grazie agli insegnamenti del padre. Ritornato con la famiglia a Belfast nel 1980, durante la fase del conflitto armato che coinvolse l'Irlanda del Nord tra gli anni settanta e ottanta, Vance ampliò le proprie conoscenze musicali ascoltando folk, rock e pop.

Negli anni novanta divenne il cantante di un gruppo soul locale chiamato Soul Truth, abbandonato poco tempo dopo a causa della voglia di comporre brani da solista; nel 1998 si sposò con la compagna Joanne prima di trasferirsi a Lanzarote, nelle Isole Canarie, zona nel quale il 30 gennaio 1999 tenne un'improvvisazione in un bar dalla quale scaturì, secondo le sue parole, un'epifania culminata con la frase «Gesù giunge come un ladro nella notte». Poco ore dopo tale avvenimento, il cantante venne a sapere della morte del padre e ciò culminò con la composizione di oltre 40 brani nell'arco di otto mesi, materiale sufficiente per circa quattro album:
(Foy Vance in un'intervista del 2013.)

### Primi EP eHope
Dopo cinque anni passati a comporre, nell'agosto 2005 venne pubblicato il primo EP Live Sessions & the Birth of the Toilet Tour, costituito da sei brani registrati in varie località del Regno Unito e dell'Irlanda. Ad esso fece seguito nel luglio 2006 il secondo EP Watermelon Oranges, nel quale è presente Homebird, brano apparso nella serie televisiva statunitense Grey's Anatomy insieme a Gabriel & the Vagabond, quest'ultimo pubblicato nel mese di dicembre dello stesso anno come singolo apripista dell'album di debutto di Vance, intitolato Hope e uscito nel luglio 2007 nell'Irlanda del Nord attraverso l'etichetta discografica indipendente Wurdamouth Records e successivamente pubblicato anche in Irlanda a settembre attraverso un accordo stipulato con la Rubyworks Records.

Nello stesso periodo Vance ha tenuto alcune esibizioni presso alcune prigioni britanniche, tra cui il carcere femminile HM Prison New Hall di Wakefield e quello di massima sicurezza HM Prison Full Sutton di York, quest'ultimo commentato da Vance attraverso il suo blog:
 Nel 2010 ha composto insieme a David Holmes la colonna sonora del cortometraggio The Shore del 2011, premiato con un Oscar al miglior cortometraggio; il regista Terry George, soddisfatto del risultato, ha offerto a Vance una parte nel film Whole Lotta Sole, nel quale ha interpretato un suonatore ambulante.

### Melrose EPeJoy of Nothing
Durante il 2012 Vance torna a collaborare con David Holmes per la realizzazione del terzo EP del cantautore, intitolato Melrose EP e pubblicato il 27 agosto dello stesso attraverso la Communion Records. Ad anticiparne l'uscita è stato il brano d'apertura Be the Song, pubblicato come singolo già a gennaio dello stesso anno ed impiegato nelle serie televisive Dr. House - Medical Division, Private Practice e The Vampire Diaries.
L'EP è stato promosso inizialmente da un'esibizione tenuta a Belfast l'8 settembre per conto del programma della BBC Proms in the Park e successivamente nel tour britannico del cantautore Ed Sheeran tenuto verso la fine dell'anno, per il quale ha svolto il ruolo di artista di apertura e con il quale ha duettato più volte sul palco al brano Kiss Me, presente in +; Vance ha supportato Sheeran anche durante il tour statunitense di quest'ultimo svoltosi a inizio 2013.
Il 25 febbraio 2013 Vance ha pubblicato attraverso YouTube il videoclip del singolo Joy of Nothing, volto ad anticipare il suo secondo album di inediti, anch'esso intitolato Joy of Nothing e pubblicato il 26 agosto dello stesso anno attraverso la Glassnote Records. Registrato sotto la supervisione del produttore Michael Keeney (un documentario illustrante il making of dell'album è stato successivamente pubblicato il 10 giugno con il titolo di Recording Nothing), il disco presenta dieci brani, di cui hanno visto la partecipazione del sopracitato Ed Sheeran e di Bonnie Raitt, il cui loro brano You and I è stato reso disponibile per l'ascolto pochi giorni prima dell'uscita dell'album.
L'album è stato promosso da un tour svoltosi durante il 2014, culminato con la pubblicazione dell'album dal vivo Live at Bangor Abbey, realizzato grazie a una campagna di crowdfunding tenuta attraverso il sito PledgeMusic e uscito il 12 febbraio 2015. Nel disco, tra i 16 brani eseguiti dal vivo, è presente anche il brano inedito Make It Rain, reinterpretato da Ed Sheeran per un episodio della settima stagione serie televisiva statunitense Sons of Anarchy.

### The Wild Swan
Agli inizi del 2015 Vance ha collaborato con il gruppo musicale drum and bass britannico Rudimental alla realizzazione del brano Never Let You Go, pubblicato come singolo il 27 aprile dello stesso anno e successivamente presentato dal vivo il 19 maggio presso il programma televisivo Later... with Jools Holland. Nel corso dell'anno si è nuovamente esibito come artista di apertura per i concerti dell'X Tour di Ed Sheeran, mentre il 30 novembre ha firmato un contratto discografico con la Gingerbread Man Records di Sheeran, con la quale pubblicherà il terzo album in studio nella primavera del 2016.
Il 26 febbraio 2016 Vance ha pubblicato il singolo She Burns e annunciato il terzo album The Wild Swan, uscito il 13 maggio dello stesso anno e promosso dal tour promozionale Wild DeTour. L'album è stato anticipato da altri tre singoli, usciti tra il 18 marzo e il 6 maggio: Noam Chomsky Is a Soft Revolution, Upbeat Feelgood e Burden. Il 18 luglio è stato inoltre pubblicato il videoclip del brano Coco, diretto da Courteney Cox.
L'album è stato promosso dal Wild Swan World Tour, partito il 10 settembre a Perth e proseguito nell'America del Nord e in Europa; in seguito ai tutto esaurito ottenuti nelle sue date nel Regno Unito, Vance si è esibito nuovamente nel paese tra il 15 e il 27 maggio 2017. Tra settembre e novembre 2017 Vance ha invece intrapreso il tour An Intimate Evening with Foy Vance, dove si è esibito senza l'accompagnamento del gruppo spalla tra gli Stati Uniti d'America, il Canada e il Regno Unito. Dalle ultime due date tenute a Londra è stato estratto l'album dal vivo Live in London, pubblicato il 15 dicembre.

## Discografia

### Album in studio
- 2007 – Hope
- 2013 – Joy of Nothing
- 2016 – The Wild Swan
- 2019 – From Muscle Shoals
- 2019 – To Memphis
- 2021 – Signs of Life

### Album dal vivo
- 2015 – Live at Bangor Abbey
- 2017 – Live in London
- 2020 – Hope in the Highlands: Recorded Live from Dunvarlich

### EP
- 2005 – Live Sessions & the Birth of the Toilet Tour
- 2006 – Watermelon Oranges
- 2012 – Melrose EP

### Singoli
Come artista principale
- 2006 – Gabriel & the Vagabond
- 2012 – Be the Song
- 2013 – Joy of Nothing
- 2013 – Janey
- 2013 – Closed Hand, Full of Friends
- 2014 – Feel for Me
- 2016 – She Burns
- 2016 – Noam Chomsky Is a Soft Revolution
- 2016 – Upbeat Feelgood
- 2016 – Burden

Come artista ospite
- 2015 – Rudimental – Never Let You Go
- 2019 – Illenium – Blood